# Liste der Viertausender in den Walliser Alpen
In der Liste der Viertausender in den Walliser Alpen sind alle 41 Viertausender in den Walliser Alpen laut der UIAA aufgelistet. 22 von ihnen befinden sich komplett im Kanton Wallis in der Schweiz, 11 auf der Grenze zwischen dem Kanton Wallis und dem Aostatal in Italien, 5 auf der Grenze zwischen dem Kanton Wallis und dem Piemont, zwei komplett im Aostatal und einer auf der Grenze zwischen dem Aostatal und dem Piemont.

## Legende
- Rang: Rang, den der Gipfel unter den Viertausendern einnimmt.
- Gipfel: Name des Gipfels, wenn es sich um einen Nebengipfel handelt wird dies durch den Klammerzusatz oder Nichtverlinkung deutlich.
- Höhe: Höhe des Berges. In Meter über Meer wenn dieser ganz oder teilweise in der Schweiz liegt, in metri sul livello del mare (Meter über dem Meeresspiegel) wenn dieser in Italien liegt.
- Lage: In welchem Kanton oder Region der Gipfel liegt.
- Massiv: Massiv, in dem der Berg liegt.
- Eig.: Eigenständigkeit des Gipfels. 0 < 1,0 = Weltgipfel, 1 < 2,0 = Hauptberg eines Kontinents, 2 < 3,0 = Hauptberg eines Gebirges, 3 < 4,0 = Hauptberg einer Gebirgsgruppe, 4 < 5,0 = Hauptgipfel, 5 < 6,0 = Nebengipfel, 6 < 7,0 = Anhöhe, 7,0 = Sonstiger Punkt. In den Alpen erkennt die UIAA Gratzacken der kompletten Klasse 6 (6,00 bis 6,99) als Gipfel an.
- Dominanz: Die Dominanz beschreibt den Radius des Gebietes, das der Berg überragt. Angegeben in Kilometern mit Bezugspunkt, wenn in Quellen vorhanden.
- Scharte: Die Schartenhöhe ist die Höhendifferenz zwischen Gipfelhöhe und der höchstgelegenen Einschartung, bis zu der man mindestens absteigen muss, um einen höheren Gipfel zu erreichen. Angegeben in Metern mit Bezugspunkt, wenn in Quellen vorhanden. Zweite Angabe in Prozent der Gipfelhöhe.
- Erstbesteigung: Namen der Erstbesteiger mit Datum. Ein ? bedeutet, dass die Erstbesteiger und/oder das Datum nicht mehr nachvollzogen werden können. u. a. bedeutet, dass weitere, nicht namentlich bekannte, Personen beteiligt waren.
- Bild: Bild des Berges, wenn der Gipfel nicht klar erkennbar ist mit Beschreibung.

## Karte

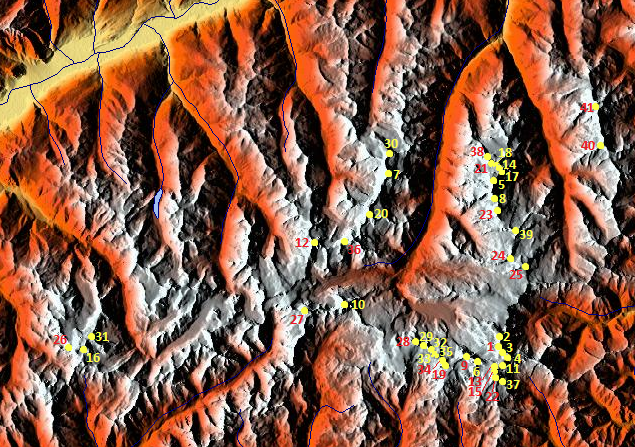
Verteilung der Viertausender in den Walliser Alpen:
Allalingruppe: 23, 24, 25, 39
Grand-Combin-Gruppe: 16, 26, 31
Matterhorn-Gruppe: 10, 27
Mischabel: 5, 8, 14, 17, 18, 21, 38
Monte Rosa: 1, 2, 3, 4, 6, 9, 11, 13, 15, 19, 22, 28, 29, 32, 33, 34, 35, 37
Weisshorn-Gruppe: 7, 30
Weissmiess-Gruppe: 40, 41
Zinalrothorn-Gruppe: 20, 36

## Liste
| Rang | Gipfel                                                       | Höhe          | Lage                           | Massiv              | Eig. | Dominanz                            | Scharte                             | Scharte | Erstbesteigung | Bild                                                                                |
| ---- | ------------------------------------------------------------ | ------------- | ------------------------------ | ------------------- | ---- | ----------------------------------- | ----------------------------------- | ------- | --- | ----------------------------------------------------------------------------------- |
| 1    | Dufourspitze (Karte)                                         | 4634 m ü. M.  | Kanton Wallis                  | Monte Rosa          | 0,80 | 78,2 km → Mont Blanc de Courmayeur  | 2'165 m ↓ Grosser Sankt Bernhard    | 46,72 % | 1. Aug. 1855 C. Hudson, J. & C. Smyth, J. Birkbeck, E. Stephenson, u. a. | Bild                                                                                |
| 2    | Nordend (Karte)                                              | 4608 m ü. M.  | Grenze Kanton Wallis/ Piemont  | Monte Rosa          | 4,73 | 0,575 km → Grenzgipfel              | 89 m ↓ Silbersattel                 | 2,04 %  | 26. Aug. 1861 T. F. & E. N. Buxton, J. J. Cowell, M. Payot | Bild                                                                                |
| 3    | Zumsteinspitze (Karte)                                       | 4563 m ü. M.  | Grenze Kanton Wallis/ Piemont  | Monte Rosa          | 4,61 | 0,5 km → Grenzgipfel                | 112 m ↓ Grenzsattel                 | 2,41 %  | 1. Aug. 1820 Jos. & Joh. Vincent, Zumstein, Molinatti, Castel | Bild                                                                                |
| 4    | Signalkuppe (Karte)                                          | 4554 m ü. M.  | Grenze Kanton Wallis/ Piemont  | Monte Rosa          | 4,53 | 0,7 km → Zumsteinspitze             | 98 m ↓ Colle Gnifetti               | 2,24 %  | 9. Aug. 1842 G. Gnifetti, J. Farinetti, C. Ferraris, C. Grober, J. Giordiano, G. Giordiano | Bild                                                                                |
| 5    | Dom (Karte)                                                  | 4546 m ü. M.  | Kanton Wallis                  | Mischabel           | 1,89 | 16,6 km → Nordend                   | 1'057 m ↓ Neues Weisstor            | 23,01 % | 11. Sep. 1858 J. Llewellyn Davies, J. Zumtaugwald, J. Kronig, H. Brantschen | Bild                                                                                |
| 6    | Liskamm (Karte)                                              | 4532 m ü. M.  | Grenze Kanton Wallis/ Aostatal | Liskamm             | 3,17 | 2,9 km → Zumsteinspitze             | 379 m ↓ Lisjoch                     | 8,31 %  | 19. Aug. 1861 W. E. Hall, J.-P. Cachat, P. Perren, J.-M. Perren, J.F. Hardy, J.A. Hudson, C.H. Pilkington, A.C. Ramsay, T. Rennison, F. Sibson, R.M. Stephenson, F.J. Lochmatter, K. Herr, S. Zumtaugwald | Liskamm von Osten. Ostgipfel (Hauptgipfel) rechts der Mitte, Il Naso (4272 m) links |
| 7    | Weisshorn (Karte)                                            | 4505 m ü. M.  | Kanton Wallis                  | Weisshorngruppe     | 2,00 | 11,1 km → Dom                       | 1'234 m ↓ Furggjoch                 | 27,41 % | 19. Aug. 1861 J. Tyndall, J. J. Benet, U. Wenger | Bild                                                                                |
| 8    | Täschhorn (Karte)                                            | 4491 m ü. M.  | Kanton Wallis                  | Mischabel           | 3,93 | 1,2 km → Dom                        | 213 m ↓ Domjoch                     | 4,68 %  | 30. Juli 1862 S. & J. Zumtaugwald, J. Llewelyn Davies, J.W. Hayward, P.-J. Summermatter | Bild                                                                                |
| 9    | Liskamm (Westgipfel) (Karte)                                 | 4479 m ü. M.  | Grenze Kanton Wallis/ Aostatal | Liskamm             | 4,55 | 2,9 km → Zumsteinspitze             | 61 m ↓ Lisjoch                      | 7,32 %  | 16. Aug. 1864 L. Stephen, E. N. Buxton, J. Anderegg, F. Biner | Ostgipfel (Hauptgipfel) links, Westgipfel in der Bildmitte                          |
| 10   | Matterhorn (Karte)                                           | 4478 m ü. M.  | Grenze Kanton Wallis/ Aostatal | Matterhorn-Gruppe   | 1,99 | 13,7 km → Liskamm-Westgipfel        | 1'043 m ↓ Col Durand                | 23,03 % | 14. Juli 1865 E. Whymper, M. Croz, C. Hudson, F. Douglas, D. Robert Hadow, P. Taugwalder Vater & P. Taugwalder Sohn                                                                                       | Bild                                                                                |
| 11   | Parrotspitze (Karte)                                         | 4434 m ü. M.  | Grenze Kanton Wallis/ Piemont  | Monte Rosa          | 4,34 | 0,9 km → Signalkuppe                | 134 m ↓ Seserjoch                   | 3,07 %  | 16. Aug. 1863 M. Anderegg, F. C. Grove, W. E. Hall, R. S. Macdonald, M. Woodmass, P. Perren | Bild                                                                                |
| 12   | Dent Blanche (Karte)                                         | 4357 m ü. M.  | Kanton Wallis                  | Walliser Alpen      | 2,35 | 7,4 km → Matterhorn                 | 916 m ↓ Col d'Hérens                | 20,55 % | 18. Juli 1862 T. S.Kennedy, W. & C. Wigram, J.-B. Croz, J. Kronig | Bild                                                                                |
| 13   | Ludwigshöhe (Karte)                                          | 4341 m ü. M.  | Grenze Kanton Wallis/ Piemont  | Monte Rosa          | 4,77 | 0,7 km → Parrotspitze               | 57 m ↓ Fiodejoch                    | 1,37 %  | 25. Aug. 1822 L. v. Welden u. a. | Bild                                                                                |
| 14   | Nadelhorn (Karte)                                            | 4327 m ü. M.  | Kanton Wallis                  | Mischabel           | 3,77 | 1,7 km → Dom                        | 207 m ↓ Lenzjoch                    | 4,76 %  | 16. Sep. 1858 F. Andenmatten, B. Epiney, A. Supersaxo, J. Zimmermann | Bild                                                                                |
| 15   | Schwarzhorn (Karte)                                          | 4322 m s.l.m. | Aostatal                       | Monte Rosa          | 5,42 | 0,3 km → Ludwigshöhe                | 42 m ↓ Einschartung zur Ludwigshöhe | 0,97 %  | 18. Aug. 1873 M. Maglionini, A. de Rothschild, E. Cupelin, die Brüder P. Knubel und N. Knubel | Bild                                                                                |
| 16   | Grand Combin de Grafenaire (Karte)                           | 4309 m ü. M.  | Kanton Wallis                  | Grand-Combin-Gruppe | 1,49 | 26,4 km → Dent Blanche              | 1'512 m ↓ Fenêtre de Durand         | 35,16 % | 20. Juli 1857 B. & M. Felley, J. Bruchez | Gipfel in der Mitte                                                                 |
| 17   | Lenzspitze (Karte)                                           | 4293 m ü. M.  | Kanton Wallis                  | Mischabel           | 4,25 | 0,4 km → Nadelhorn                  | 86 m ↓ Nadeljoch                    | 2,00 %  | 1870 C. T. Dent, A. & F. Burgener | Bild                                                                                |
| 18   | Stecknadelhorn (Karte)                                       | 4240 m ü. M.  | Kanton Wallis                  | Mischabel           | 6,00 | 0,45 km → Nadelhorn                 | 27 m ↓ Stecknadeljoch               | 0,71 %  | 8. Aug. 1887 O. Eckenstein, M. Zurbriggen | Bild                                                                                |
| 19   | Castor (Karte)                                               | 4225 m ü. M.  | Grenze Kanton Wallis/ Aostatal | Zwillinge           | 3,83 | 1,75 km → Liskamm                   | 156 m ↓ Felikjoch-Ost               | 3,90 %  | 23. Aug. 1861 F.W. Jacomb, W. Mathews, M. Croz | Bild                                                                                |
| 20   | Zinalrothorn (Karte)                                         | 4221 m ü. M.  | Kanton Wallis                  | Weisshorngruppe     | 2,89 | 4,5 km → Weisshorn                  | 491 m ↓ Hohlichtpass                | 11,61 % | 22. Aug. 1864 J. & M. Anderegg, F. C. Grove, L. Stephen | Bild                                                                                |
| 21   | Hohberghorn (Karte)                                          | 4218 m ü. M.  | Kanton Wallis                  | Mischabel           | 4,88 | 0,45 km → Stecknadelhorn            | 76 m                                | 1,83 %  | Aug. 1869 R. B. Heathcote, F. Biner, P. Perren, P. Taugwalder | ganz rechts                                                                         |
| 22   | Vincent-Pyramide (Karte)                                     | 4215 m s.l.m. | Aostatal                       | Monte Rosa          | 4,42 | 0,7 km → Ludwigshöhe                | 128 m ↓ Einschartung nach Norden    | 3,04 %  | 4. Aug. 1819 J. N. Vincent | Bild                                                                                |
| 23   | Alphubel (Karte)                                             | 4206 m ü. M.  | Kanton Wallis                  | Allalingruppe       | 3,49 | 2,3 km → Täschhorn                  | 359 m ↓ Mischabeljoch               | 8,44 %  | 9. Aug. 1860 T.W. Hinchliff, L. Stephen, M. Anderegg, P. Perren | Bild                                                                                |
| 24   | Rimpfischhorn (Karte)                                        | 4199 m ü. M.  | Kanton Wallis                  | Allalingruppe       | 2,73 | 4,5 km → Alphubel                   | 647 m ↓ Allalinpass                 | 15,12 % | 9. Sep. 1859 M. Anderegg, L. Stephen, R. Liveing, J. Zumtaugwald | Bild                                                                                |
| 25   | Strahlhorn (Karte)                                           | 4190 m ü. M.  | Kanton Wallis                  | Allalingruppe       | 3,43 | 1,75 km → Rimpfischhorn             | 404 m                               | 9,57 %  | 15. Aug. 1854 C. Smyth, U. Lauener, E. J. Grenville, F.-J. Andenmatten | Bild                                                                                |
| 26   | Grand Combin de Valsorey (Karte)                             | 4184 m ü. M.  | Kanton Wallis                  | Grand-Combin-Gruppe | 4,99 | 0,7 km → Grand Combin de Grafenaire | 58 m                                | 1,24 %  | 15. Sep. 1872 J. H. Isler, J. Gillioz | linker Gipfel                                                                       |
| 27   | Dent d’Hérens (Karte)                                        | 4173 m ü. M.  | Grenze Kanton Wallis/ Aostatal | Matterhorn-Gruppe   | 2,75 | 4,21 km → Matterhorn                | 704 m ↓ Colle Tournanche            | 00,00 % | 12. Aug. 1863 F. C. Grove, W. E. Hall, R. S. Macdonald, M. Woodmass, M. Anderegg, J.-P. Cachat, P. Perren                                                                                                 | Bild                                                                                |
| 28   | Breithorn (Karte)                                            | 4160 m ü. M.  | Grenze Kanton Wallis/ Aostatal | Breithorn           | 2,98 | 4,15 km → Castor                    | 438 m ↓ Schwarztor                  | 10,40 % | 1813 H. Maynard, J.-M. Couttet, J. Gras, J.-B. & J.-J. Erin | Westgipfel                                                                          |
| 29   | Breithorn (Mittelgipfel) (Karte)                             | 4154 m ü. M.  | Grenze Kanton Wallis/ Aostatal | Breithorn           | 4,61 | 0,69 km → Breithorn (Westgipfel)    | 73 m                                | 2,00 %  | ? | Gipfel in der Mitte                                                                 |
| 30   | Bishorn (Karte)                                              | 4151 m ü. M.  | Kanton Wallis                  | Weisshorngruppe     | 4,54 | 1,23 km → Weisshorn                 | 90 m                                | 2,89 %  | 11. Sep. 1884 G. S. Barnes, R. Chessyre-Walker, A. Pollinger, J. M. Chanton | Bild                                                                                |
| 31   | westlicher Breithornzwilling (Breithorn (Ostgipfel)) (Karte) | 4138 m ü. M.  | Grenze Kanton Wallis/ Aostatal | Breithorn           | 4,38 | 0,86 km                             | 120 m                               | 2,73 %  | ? | westlicher Breithornzwilling (Breithorn (Ostgipfel))                                |
| 32   | Grand Combin de la Tsessette (Karte)                         | 4132 m ü. M.  | Kanton Wallis                  | Grand-Combin-Gruppe | 4,78 | 1,1 km → Grand Combin de Grafenaire | 57 m                                | 1,23 %  | ? | rechter Gipfel                                                                      |
| 33   | Gendarm (östlicher Breithornzwilling) (Karte)                | 4106 m ü. M.  | Grenze Kanton Wallis/ Aostatal | Breithorn           | 6,00 | 0,13 km                             | 50 m                                | 1,22 %  | ? | Gendarm (östlicher Breithornzwilling)                                               |
| 34   | Pollux (Karte)                                               | 4089 m ü. M.  | Grenze Kanton Wallis/ Aostatal | Zwillinge           | 4,14 | 0,99 km → Castor                    | 243 m ↓ Zwillingsjoch               | 6,04 %  | 1. Aug. 1864 J. Jacot, J.-M. Perren, P. Taugwalder Vater | Bild                                                                                |
| 35   | Schwarzfluh (Karte)                                          | 4075 m ü. M.  | Grenze Kanton Wallis/ Aostatal | Breithorn           | 6,00 | 0,96 km → Pollux                    | 20 m                                | 0,49 %  | ? | Schwarzfluh                                                                         |
| 36   | Ober Gabelhorn (Karte)                                       | 4063 m ü. M.  | Kanton Wallis                  | Weisshorngruppe     | 2,98 | 3,39 km → Zinalrothorn              | 536 m ↓ Triftjoch                   | 13,19 % | 6. Juli 1865 A. W. Moore, H. Walker, J. Anderegg | höchster Gipfel                                                                     |
| 37   | Vincent-Pyramide (Punta Giordani) (Karte)                    | 4046 m s.l.m. | Grenze Piemont/ Aostatal       | Monte Rosa          | 6,13 | 0,52 km → Vincent-Pyramide          | 5 m                                 | 0,12 %  | 23. Juli 1801 P. Giordani u. a. | Schulter rechts vom Hauptgipfel                                                     |
| 38   | Dürrenhorn (Karte)                                           | 4035 m ü. M.  | Kanton Wallis                  | Mischabel           | 4,34 | 0,9 km → Hohberghorn                | 124 m ↓ Hohbergjoch                 | 2,95 %  | 7. Sep. 1879 A. Mummery, W. Penhall, A. Burgener, F. Imseng | Gipfel in der Mitte                                                                 |
| 39   | Allalinhorn (Karte)                                          | 4027 m ü. M.  | Kanton Wallis                  | Allalingruppe       | 3,47 | 2,68 km → Rimpfischhorn             | 257 m ↓ Alphubeljoch                | 6,33 %  | 28. Aug. 1856 E. L. Ames, F. J. Andenmatten, n. n. Imseng | Bild                                                                                |
| 40   | Weissmies (Karte)                                            | 4013 m ü. M.  | Kanton Wallis                  | Weissmiesgruppe     | 2,03 | 11,37 km → Lenzspitze               | 1'183 m ↓ Mondellipass              | 29,60 % | Aug. 1855 J. C. Heusser, P. J. Zurbriggen | Bild                                                                                |
| 41   | Lagginhorn (Karte)                                           | 4010 m ü. M.  | Kanton Wallis                  | Weissmiesgruppe     | 3,01 | 3,3 km → Weissmies                  | 512 m ↓ Lagginjoch                  | 12,74 % | 26. Aug. 1856 E. L. Ames, F.-J. Andenmatten, J. J. Imseng u. a. | Rechts der Mitte das Lagginhorn, links der Mitte das Fletschhorn                    |